# James J. Stoker
James Johnston Stoker (2 mars 1905 - 19 octobre 1992) est un mathématicien et ingénieur américain. Il est directeur du Courant Institute of Mathematical Sciences et est considéré comme l'un des fondateurs de l'institut, Richard Courant et Kurt Friedrichs étant les autres,. Stoker est connu pour ses travaux sur la géométrie différentielle et la théorie des vagues d'eau. Il est également l'auteur du livre désormais classique Water Waves: The Mathematical Theory with Applications.

## Carrière
Originaire de Pittsburgh, Pennsylvanie, Stoker commence sa carrière comme ingénieur minier. Dans les années 1930, il se rend à Zurich pour poursuivre un doctorat en mécanique à l'École polytechnique fédérale de Zurich. L'un des premiers cours qu'il y suit est donné par Heinz Hopf sur la géométrie. Stoker est tellement impressionné par le sujet et l'enseignant qu'il change son programme de doctorat en géométrie différentielle. Il obtient son doctorat sous la direction de Hopf et George Pólya. Hopf recommande plus tard Stoker à Richard Courant. En 1937, Stoker, avec l'ancien étudiant de Courant, Kurt Friedrichs, rejoint Courant au département de mathématiques de l'université de New York. Avec la formation d'ingénieur de Stoker et la maîtrise de Friedrichs en mathématiques, ils collaborent efficacement sur de nombreux problèmes appliqués tels que la théorie des plaques.
À la retraite de Courant en 1958, Stoker lui succède comme directeur et reste jusqu'en 1966. C'est sous la direction de Stoker que l'Institut acquiert une plus grande autonomie dans le cadre universitaire. Il devient l'Institut Courant des sciences mathématiques en 1965. Friedrichs succède à Stoker en tant que directeur en 1966.
L'American Mathematical Society choisit Stoker comme conférencier Josiah Willards Gibbs pour 1961,. En 1970, Stoker reçoit la médaille Timoshenko en reconnaissance de ses contributions distinguées au domaine de la mécanique appliquée.